# Piptocephalis indica
Piptocephalis indica är en svampart som beskrevs av B.S. Mehrotra & Baijal 1964. Piptocephalis indica ingår i släktet Piptocephalis och familjen Piptocephalidaceae.   Inga underarter finns listade i Catalogue of Life.